# Dicembre (film)
Dicembre è un film del 1990 diretto da Antonio Monda.

## Riconoscimenti
- 1991 – David di Donatello
  - Candidatura al David di Donatello per il miglior regista esordiente